# NGC 7806
NGC 7806 este o interacțiune de galaxii situată în constelația Pegas. A fost descoperită în 1790 de către William Herschel.